# Gynacantha khasiaca
Gynacantha khasiaca – gatunek ważki z rodziny żagnicowatych (Aeshnidae).